# Puchar Narodów Oceanii w piłce nożnej kobiet
Puchar Narodów Oceanii w piłce nożnej kobiet (ang. OFC Women's Championship) – międzynarodowy turniej piłkarski w Oceanii organizowany co cztery lata przez OFC (ang. Oceania Football Confederation) dla zrzeszonych reprezentacji krajowych kobiet. Pełnią funkcję kwalifikacji do mistrzostw świata – do światowego czempionatu awansuje tylko najlepszy zespół danej edycji turnieju Oceanii.

## Historia
Zapoczątkowany został w 1983 roku przez OFC jako Puchar Narodów Oceanii w piłce nożnej kobiet. Rozgrywki zostały rozegrane na stadionach Nowej Kaledonii. W turnieju finałowym 1983 uczestniczyły reprezentacje Australii, Fidżi, Nowej Kaledonii i Nowej Zelandii. Drużyny systemem kołowym walczyły w grupie o miejsca na podium, a potem dwójka najlepszych zespołów w meczu finałowym rozegrała tytuł mistrza. Pierwszy turniej wygrała reprezentacja Nowej Zelandii.
W 1998 drużyny zostały podzielone na 2 grupy, a potem czwórka najlepszych zespołów systemem pucharowym wyłoniła mistrza. Również została zmieniona nazwa na Mistrzostwa Oceanii w piłce nożnej kobiet.
Były rozgrywane w nieregularnych odstępach czasowych. Imprezę najczęściej gościła Nowa Zelandia. Reprezentacja Nowej Zelandii też posiada najwięcej tytułów mistrzowskich.

## Finały
| Rok            | Gospodarz         |                                | Finał                          | Finał                          | Finał             |                                                | Mecz o 3 miejsce                               | Mecz o 3 miejsce | Mecz o 3 miejsce |  | Liczba finalistów |
| Rok            | Gospodarz         | Mistrz                         | Wynik                          | Wicemistrz                     | Trzecie miejsce   | Wynik                                          | Czwarte miejsce                                |                  |                  |  | Liczba finalistów |
|                |                   | Kobiecy Puchar Narodów Oceanii | Kobiecy Puchar Narodów Oceanii | Kobiecy Puchar Narodów Oceanii |                   |                                                |                                                |                  |                  |  |                   |
| -------------- | ----------------- | ------------------------------ | ------------------------------ | ------------------------------ | ----------------- | ---------------------------------------------- | ---------------------------------------------- | ---------------- | ---------------- |  | ----------------- |
| 1983 Szczegóły | Nowa Kaledonia    | Nowa Zelandia                  | 3 − 2 po dogr.                 | Australia                      | Nowa Kaledonia    | format ligowy                                  | Fidżi                                          | 4                |                  |  |                   |
| 1986 Szczegóły | Nowa Zelandia     | Chińskie Tajpej                | 4 − 1                          | Australia                      | Nowa Zelandia     | 0 − 0 po dogr. karne 3 − 1                     | Nowa Zelandia II                               | 4                |                  |  |                   |
| 1989 Szczegóły | Australia         | Chińskie Tajpej                | 1 − 0                          | Nowa Zelandia                  | Australia         | format ligowy                                  | Papua-Nowa Gwinea                              | 5                |                  |  |                   |
| 1991 Szczegóły | Australia         | Nowa Zelandia                  | format ligowy                  | Australia                      | Papua-Nowa Gwinea | W turnieju wystartowały tylko 3 reprezentacje. | W turnieju wystartowały tylko 3 reprezentacje. | 3                |                  |  |                   |
| 1995 Szczegóły | Papua-Nowa Gwinea | Australia                      | format ligowy                  | Nowa Zelandia                  | Papua-Nowa Gwinea | W turnieju wystartowały tylko 3 reprezentacje. | W turnieju wystartowały tylko 3 reprezentacje. | 3                |                  |  |                   |
|                |                   | Mistrzostwa Oceanii kobiet     |                                |                                |                   |                                                |                                                |                  |                  |  |                   |
| 1998 Szczegóły | Nowa Zelandia     | Australia                      | 3 − 1                          | Nowa Zelandia                  | Papua-Nowa Gwinea | 7 − 1                                          | Fidżi                                          | 6                |                  |  |                   |
| 2003 Szczegóły | Australia         | Australia                      | format ligowy                  | Nowa Zelandia                  | Papua-Nowa Gwinea | format ligowy                                  | Samoa                                          | 5                |                  |  |                   |
| 2007 Szczegóły | Papua-Nowa Gwinea | Nowa Zelandia                  | format ligowy                  | Papua-Nowa Gwinea              | Tonga             | format ligowy                                  | Wyspy Salomona                                 | 4                |                  |  |                   |
| 2010 Szczegóły | Nowa Zelandia     | Nowa Zelandia                  | 11 − 0                         | Papua-Nowa Gwinea              | Wyspy Cooka       | 2 − 0                                          | Wyspy Salomona                                 | 8                |                  |  |                   |
| 2014 Szczegóły | Papua-Nowa Gwinea | Nowa Zelandia                  | format ligowy                  | Papua-Nowa Gwinea              | Wyspy Cooka       | format ligowy                                  | Tonga                                          | 4                |                  |  |                   |
| 2018 Szczegóły | Nowa Kaledonia    | Nowa Zelandia                  | format ligowy                  | Fidżi                          | Papua-Nowa Gwinea | format ligowy                                  | Nowa Kaledonia                                 | 8                |                  |  |                   |

## Statystyki
| Lp. | Drużyna           | Mistrz | Wicemistrz | Lata triumfów                       |
| --- | ----------------- | ------ | ---------- | ----------------------------------- |
| 1.  | Nowa Zelandia     | 6      | 4          | 1983, 1991, 2007, 2010*, 2014, 2018 |
| 2.  | Australia         | 3      | 3          | 1995, 1998, 2003*                   |
| 3.  | Chińskie Tajpej   | 2      | 0          | 1986, 1989                          |
| 4.  | Papua-Nowa Gwinea | 0      | 3          |                                     |
| 5.  | Fidżi             | 0      | 1          |                                     |

* = jako gospodarz.